# Pleurothallis beyrodtiana
Pleurothallis beyrodtiana är en orkidéart som beskrevs av Friedrich Fritz Wilhelm Ludwig Kraenzlin. Pleurothallis beyrodtiana ingår i släktet Pleurothallis och familjen orkidéer.
Artens utbredningsområde är Colombia. Inga underarter finns listade i Catalogue of Life.